# Haliartos (Mythologie)
Haliartos (altgriechisch Ἁλίαρτος Halíartos), der Sohn des Thersandros, war in der griechischen Mythologie der Bruder des Koronos und der Enkel des Sisyphos.
Athamas, der Bruder des Sisyphos und König von Orchomenos, adoptierte die beiden Brüder, die ihn beerben sollten. Als jedoch Phrixos, der Sohn des Athamas, oder dessen Sohn Presbon nach Orchomenos kam, räumten diese den Thron und überließen ihn dem rechtmäßigen Erben. Auf dem Land, das Haliartos erhielt, gründete er die Stadt Haliartos.